# فيليسيتي براون
فيليسيتي براون (بالإنجليزية: Felicity Brown)‏ هي مصممة أزياء بريطانية، ولدت في 28 فبراير 1977 في ليتونستون ‏ في المملكة المتحدة.